# Phaonia valida
Phaonia valida este o specie de muște din genul Phaonia, familia Muscidae. A fost descrisă pentru prima dată de Harris în anul 1780. Conform Catalogue of Life specia Phaonia valida nu are subspecii cunoscute.